# Христофор Лакапін
Христофор Лакапін (890/900 —31 серпня 931) — співімператор Візантійської імперії в 921—931 роках.

## Життєпис
Походив з дрібного вірменського роду. Старший син Романа Лакапіна, друнгарія флоту, та Феодори (за іншою версією — першою дружини Романа I, яку ймовірно звали Марія). Про молоді роки Христофора замало відомостей, ймовірно розпочав військову службу на візантійському флоті під орудою батька. Водночас оженився на жінці Софії з невідомого роду.
Його піднесення почалося, коли Роман Лакапін у 919 році зумів стати імператором, а у 920 році — старшим імператором. 919 року Христофора було призначено мегас етейрархом (тобто очільником імператорської гвардії — етерії). У 921 році Христофора Лакапіна оголошено співімператром. 922 року дружину Христофора оголошено Августою.
У 927 році з волі батька видав старшу доньку за болгарського царя Петра I як запоруку миру між Болгарією та Візантією. Тоді ж отримав статус другого після батька імператора, відсунувши остаточно номінального співволодаря Костянтина VII від будь-якої влади.
У 928 році відмовився брати участь у змові свого тестя патрикія Никити проти Романа I Лакапіна. Навпаки розкрив батькові змову. Никиту було заслано. Водночас Христофор Лакапін тяжко захворів, помер у серпні 931 року.

## Родина
Дружина — Софія, донька патрикія Никити
Діти:
- Марія-Ірина (д/н—965), дружина Петра I, царя Болгарії
- Роман (921—бл. 940)
- Михайло (д/н—963), цезар 921—944 років, з 945 року — магістр й ректор